# Nebiryraw I
Sewadjenre Nebiryraw I fou un faraó egipci de la dinastia XVI, que va governar a Tebes. El seu nom d'Horus fou Sewadjtawy, el seu Nebti fou Netjerkheperu; el seu nom d'Horus d'or Neferkhau, el seu nom de tron o Nesut biti fou Sewadjenre; i el seu nom Sa Ra fou Nebiryraw. Se suposa que era fill de Sobekhotep VIII i fou pare de Semenre i de Sewoserenre Bebiankh.
Va succeir a Sankhenre (Mentuhotep VI) segons l'ordre en què són esmentats al papir de Torí. Segons aquest, va regnar 26 anys i mesos (vers 1625-1600 aC) i el va succeir Nebiryraw II. Es desconeix on és enterrat.
Hi ha constància d'aquest faraó en diversos escarabats (algun d'aquests al Museu Petrie: UC 11608, UC 11609, UC 11610, UC 11611 i UC 11612). També en una estela a Tebes (Karnak) descoberta el 1927, que conté el tractat en el qual es dona el càrrec d'alcalde d'Elkab (Nekheb) a Sebeknakht, per a ell i els seus descendents, i en una daga trobada a Diòspolis Parva.